# Byalalu, Kanakapura
Byalalu là một làng thuộc tehsil Kanakapura, huyện Ramanagara, bang Karnataka, Ấn Độ.